# Вила Ризенфелдер у Кикинди
Вила у Ризенфелдер у Кикинди, састоји се од две грађевине у којим су данас смештени дечији диспанзер и здравствени центар „Коста Средојев Шљука”. 
Зграде су по претпоставкама саграђене почетком 20. века. Власници су засигурно имали неке везе, а о томе говори архитектонски склоп и удаљеност једне и друге зграде. Власник виле био је Витез Ризенфелдер чији се грб налази на средишњем ризалиту зграде.